# Lucicutia magna
Lucicutia magna är en kräftdjursart som beskrevs av Wolfenden 1903. Lucicutia magna ingår i släktet Lucicutia och familjen Lucicutiidae. Inga underarter finns listade i Catalogue of Life.